# Dirk Rohrbach (Journalist)

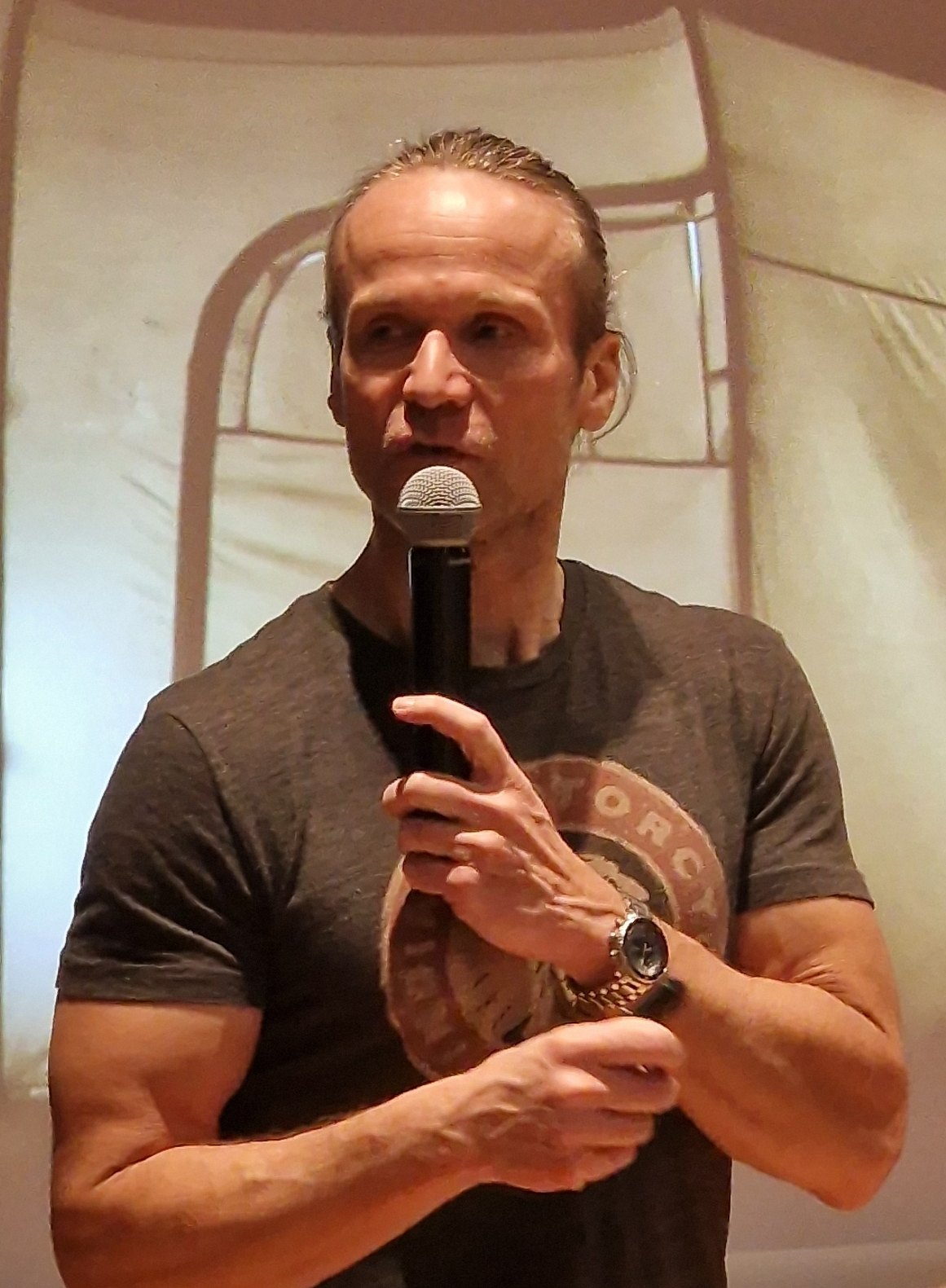
Dirk Rohrbach bei einem Vortrag im Rathaus Oyten, 2024

Dirk Rohrbach (* 21. April 1968 in Hanau) ist ein deutscher Arzt, Journalist, Autor und Fotograf.

## Werdegang
Rohrbach absolvierte das Abitur 1987 an der Otto-Hahn-Schule in seiner Heimatstadt Hanau und studierte anschließend von 1987 bis 1994 an der Johann Wolfgang Goethe-Universität in Frankfurt am Main Humanmedizin. Von 1996 bis 1998 war er als Arzt im Praktikum in München tätig und arbeitete dort anschließend bis 2004 als Arzt in einer orthopädischen Gemeinschaftspraxis. In diesem Zeitraum wurde er im Jahr 2000 an der Martin-Luther-Universität Halle-Wittenberg mit der Arbeit „Die Prävalenz der Keratolysis sulcata (Pitted Keratolysis) bei Leistungssportlern“ zum Dr. med. promoviert.
Neben seiner Arbeit als Mediziner übte Rohrbach verschiedene Tätigkeiten beim Hörfunk und Fernsehen aus und arbeitete freiberuflich als Fotograf, Vortragsreferent und Autor. Direkt im Anschluss an sein Medizinstudium absolvierte er von 1994 bis 1996 ein Redaktionsvolontariat beim Hörfunksender Antenne Bayern in München und war danach von 1996 bis 2000 als Moderator für den Sender tätig. In derselben Funktion arbeitete er von 2000 bis 2009 für den Sender Bayern 3.
Seit den 1990er Jahren ist Rohrbach als Hörfunkjournalist zwischen Europa und Amerika tätig. Er produzierte Radioreportagen für den Bayerischen Rundfunk und war in der Terra-X-Produktion Abenteuer Alaska und dem ARTE-Fünfteiler 3000 Kilometer Yukon vor der Kamera zu sehen. Seine Reiseliteratur erschien bei den Verlagen Piper und Malik/National Geographic. Rohrbach ist zudem Gastdozent an der Canon Academy und gibt dort regelmäßig Workshops zu Reise- und Outdoorfotografie mit Schwerpunkt auf Dramaturgie und Storytelling.

## Publikationen (Auswahl)
- Yukon. 3000 Kilometer im Kanu durch Kanada und Alaska. Malik/National Geographic, München 2011, ISBN 978-3-492-40431-0.
- Gebrauchsanweisung für Alaska. Piper, München 2013, ISBN 978-3-492-96374-9.
- Americana. In 180 Tagen mit dem Rad einmal um die USA. Malik/National Geographic, München 2016, ISBN 978-3-492-96558-3.
- 6000 Kilometer westwärts. Auf dem Rad mitten durch Amerika. Malik/National Geographic, München 2017, ISBN 978-3-492-40610-9.
- Im Fluss. 6000 Kilometer auf Missouri und Mississippi durch Amerika. Piper, München 2020, ISBN 978-3-89029-536-7.